# Pagaseiska viken
Pagaseiska viken (grekiska: Παγασητικός κόλπος) är en bukt i Grekland. Den ligger i regionen Thessalien, i den centrala delen av landet, 150 km norr om huvudstaden Aten. Den främsta hamnen i bukten är staden Volos.